# Hierosaurus

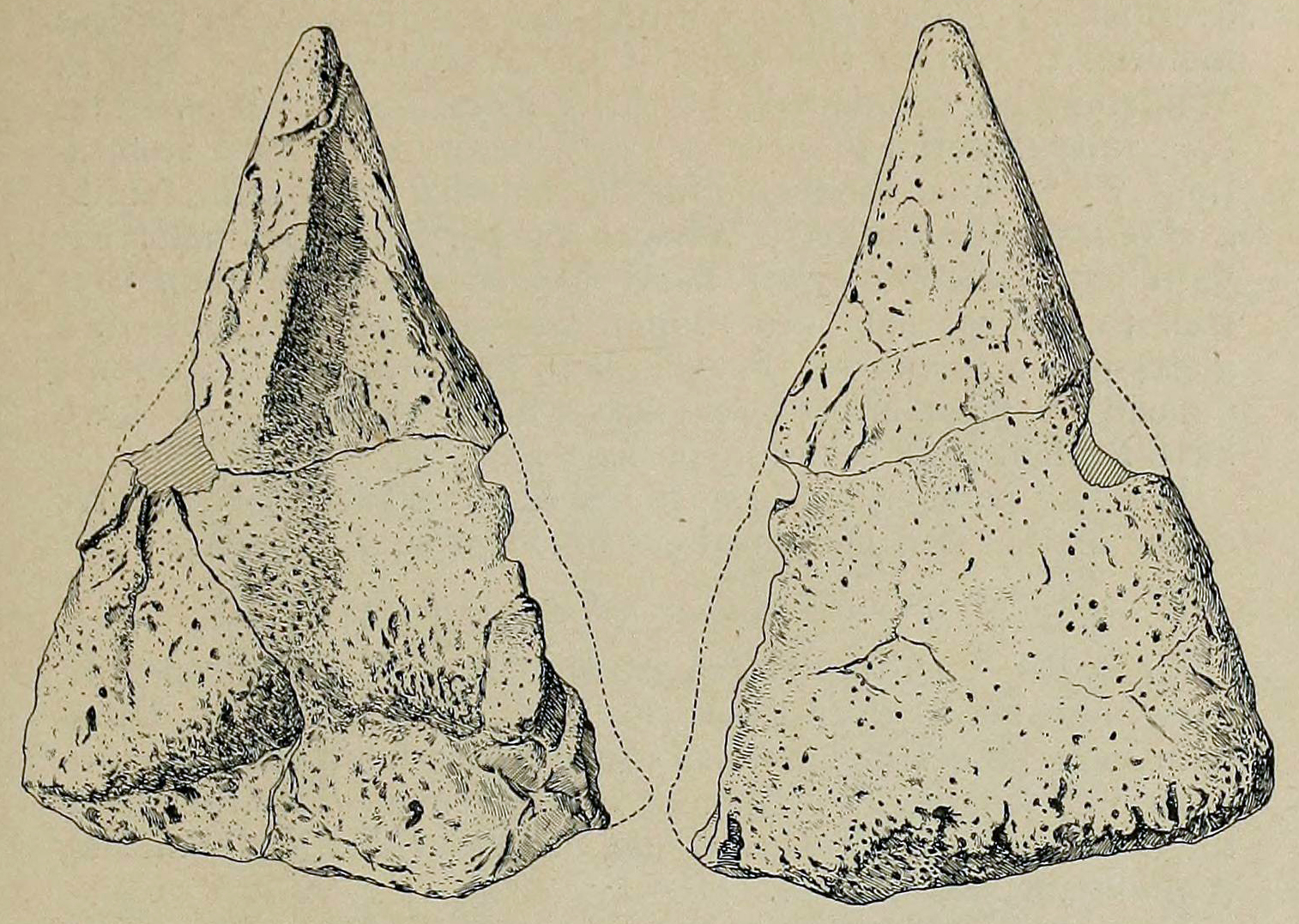
De driehoekige stekel van het holotype

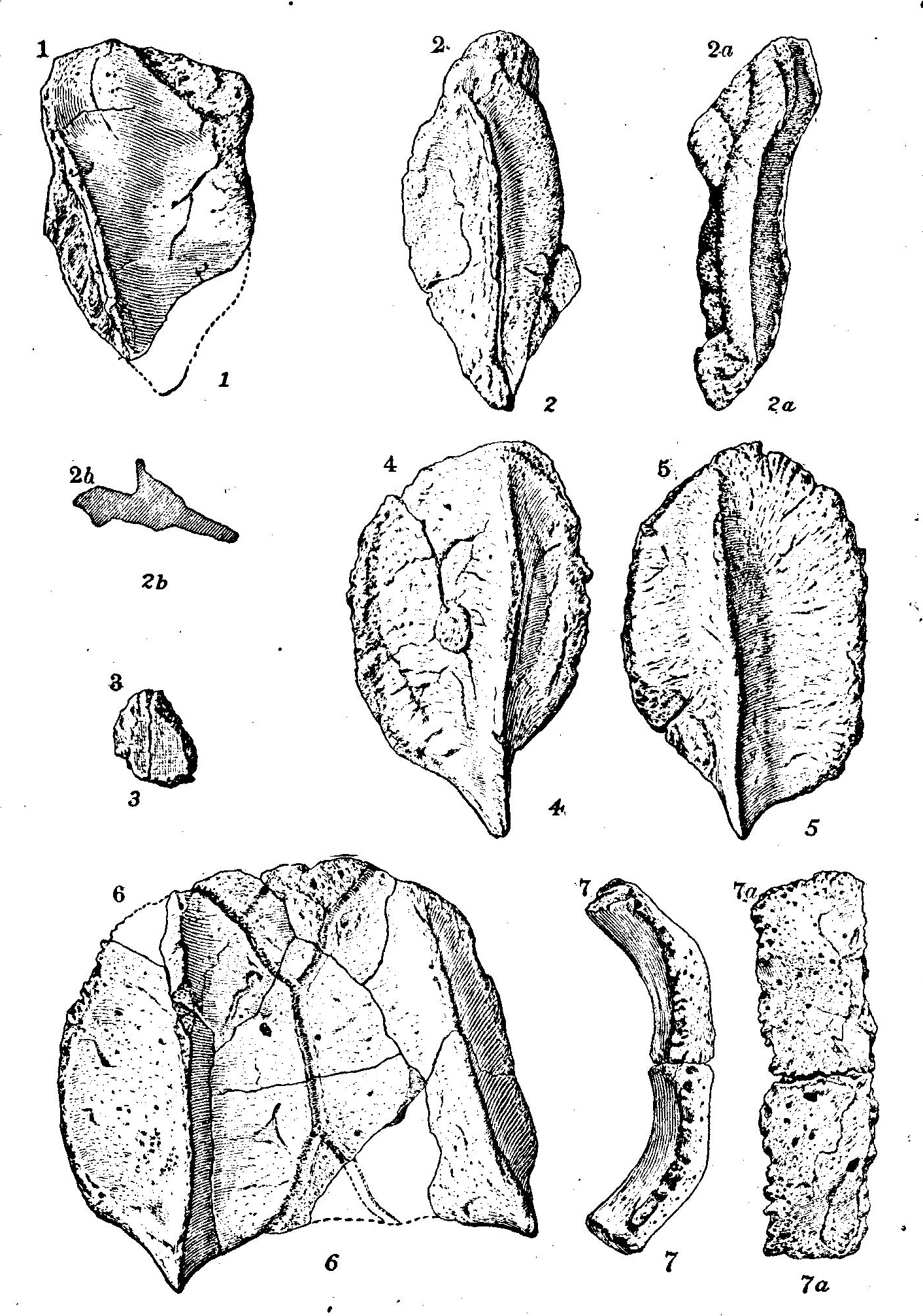
Osteodermen

Hierosaurus is een geslacht van plantenetende ornithischische dinosauriërs, behorend tot de Ankylosauria, dat tijdens het late Krijt leefde in het gebied van het huidige Noord-Amerika.

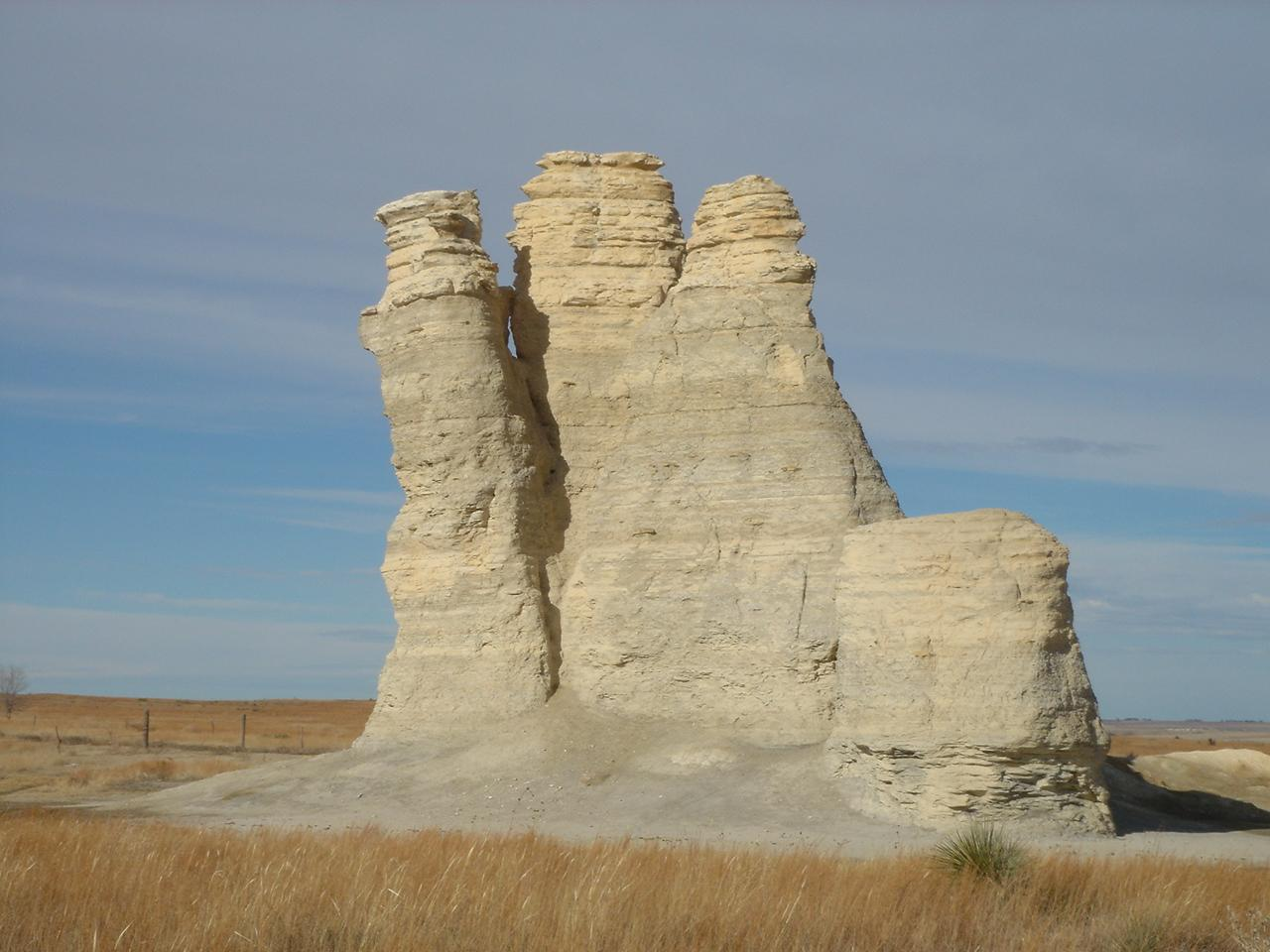
Castle Rock

In 1906 en 1908 voerden fossielenjager Charles Hazelius Sternberg en zoons opgravingen uit in het zuidwesten van Trego County, Kansas. In beide jaren werden pantserplaten van Nodosauridae gevonden die echter aangezien werden voor resten van schildpadden. De vindplaats bevond zich vijf mijl ten zuiden van Castle Rock en drie mijl ten zuiden van de Hackberry Creek. Ze verkochten de vondsten aan schildpaddenexpert George Reber Wieland. Die doneerde ze aan het Yale Peabody Museum. Twee platen uit 1906 kregen daar het inventarisnummer YPM 55419 en platen uit 1908 het nummer YPM 1847. Wieland kwam al snel tot de conclusie dat het om een ankylosauriër ging.
In 1909 benoemde en beschreef Wieland de typesoort Hierosaurus sternbergi. De geslachtsnaam is afgeleid van het Oudgriekse ἱερόν, hieron, "tempel", een vermoedelijke verwijzing naar de tempelvormige rotsformatie van Castle Rock; Wieland gaf geen etymologie. De soortaanduiding eert Sternberg.
Het holotype YPM 1847 is gevonden in een laag van de Smoky Hill Chalk Member van de Niobraraformatie die dateert uit het late Coniacien, ongeveer 85 miljoen jaar oud. Het bestaat uit minstens vierendertig platen naast schedelfragmenten en ribben. Wervels en kootjes die door Wieland vermeld werden zijn latere verloren gegaan. De schedelelementen omvatten een linkerjukbeen en een stuk wandbeen. De platen omvatten grote ovale segmenten uit tweede of derde halsbergen, kleinere osteodermen en ook een grote driehoekige zijstekel. De ovale segmenten hebben een vrij hoge licht asymmetrische geplaatste kiel die naar achteren uitloopt in een punt die de achterrand ver overhangt. De driehoekige stekel is plat. YPM 55419 bestaat uit twee aaneensluitende rechthoekige middelste segmenten van een eerste halsberg. Deze werden door Wieland wel beschreven maar niet expliciet toegewezen.
In 1936 benoemde Maurice Goldsmith Mehl een tweede soort: Hierosaurus coleii, gebaseerd op een vrij compleet skelet gevonden in dezelfde formatie.
In 1978 hernoemde Walter Preston Coombs beide taxa als soorten van Nodosaurus wat een Nodosaurus sternbergi en een Nodosaurus coleii opleverde.
In 1995 concludeerde Kenneth Carpenter dat Hierosaurus sternbergi een nomen dubium was daar YPM 1847 niet vaststelbaar verschilde van andere nodosauriden. YPM 55419 achtte hij wel uniek in bouw maar een verband met het holotype was niet bewezen bij gebrek aan overlappend materiaal. Hij benoemde voor H. coleii het aparte geslacht Niobrarasaurus.
Wieland plaatste Hierosaurus oorspronkelijk in de Ankylosauridae. Later werd het gezien als een lid van de Nodosauridae.